# Elecciones municipales de Chachapoyas de 1980
Las elecciones municipales de Chachapoyas de 1980 se llevaron a cabo el 23 de noviembre de 1980 para elegir al alcalde y al Concejo Provincial de Chachapoyas para el periodo 1981-1983. La elección se celebró simultáneamente con elecciones municipales en todo el país. Fueron las primeras elecciones municipales en la provincia desde 1966, tras 12 años de gobierno militar.
Celebradas pocos meses después de las elecciones generales, los comicios reflejaron el predominio político de Acción Popular, que obtuvo más de la mitad de los votos válidos. Este triunfo permitió al partido lograr la mayoría absoluta en el Concejo Provincial y llevar a su candidato, Napoleón Mendoza, a la alcaldía de Chachapoyas. Detrás de Acción Popular, el Partido Aprista Peruano se posicionó como la segunda fuerza política, obteniendo cuatro regidores. El Partido Popular Cristiano e Izquierda Unida también consiguieron representación en el concejo, aunque con menor peso.
En los distritos, Acción Popular consolidó su hegemonía al convertirse en la fuerza más votada, alcanzando también más de la mitad de los votos válidos y el control de doce de los veinte concejos distritales en disputa. Entre estos, se incluyó La Jalca, el distrito con el mayor número de votantes en los comicios distritales. El Partido Aprista Peruano aseguró el gobierno de cinco comunas, destacándose Leimebamba, el segundo distrito con más votantes registrados. Por su parte, el Partido Popular Cristiano obtuvo la administración de una sola comuna distrital, Chiliquín.

## Sistema electoral
La Municipalidad Provincial de Chachapoyas es el órgano administrativo y de gobierno de la provincia de Chachapoyas. Está compuesta por el alcalde y el Concejo Provincial.
La votación del alcalde y el concejo se realiza en base al sufragio universal, que comprende a todos los ciudadanos nacionales mayores de dieciocho años, empadronados y residentes en la provincia de Chachapoyas y en pleno goce de sus derechos políticos, así como a los ciudadanos no nacionales residentes y empadronados en la provincia de Chachapoyas.
El Concejo Provincial de Chachapoyas está compuesto por 19 regidores elegidos por sufragio directo para un período de tres (3) años, en forma conjunta con la elección del alcalde (quien lo preside). La votación es por lista cerrada y bloqueada. Se asigna a cada lista los escaños según el método d'Hondt. Es elegido como alcalde el candidato que ocupe el primer lugar de la lista que haya obtenido la más alta votación.

## Partidos y candidatos
A continuación se muestra una lista de los principales partidos y alianzas electorales que participaron en las elecciones:
| Candidatura | Candidatura | Partidos y alianzas | Candidatos | Candidatos                | Ideología                                               | Ref. |
| ----------- | ----------- | --- | ---------- | ------------------------- | ------------------------------------------------------- | ---- |
|             | APRA        | Lista - Partido Aprista Peruano (APRA) |            | Germán Mori Trigoso       | Aprismo                                                 |      |
|             | AP          | Lista - Acción Popular (AP) |            | Napoleón Mendoza Jiménez  | Humanismo Nacionalismo cívico Reformismo                |      |
|             | PPC         | Lista - Partido Popular Cristiano (PPC) |            | Manuel La Torre Bardales  | Conservadurismo social Humanismo Democracia cristiana   |      |
|             | IU          | Lista - Izquierda Unida (IU) – Unión de Izquierda Revolucionaria (UNIR) – Unidad Democrático Popular (UDP) – Partido Socialista Revolucionario (PSR) – Partido Comunista Revolucionario (PCR) – Partido Comunista Peruano (PCP) – Frente Obrero Campesino Estudiantil y Popular (FOCEP) |            | Franklin Ludeña Rodríguez | Marxismo-leninismo Mariateguismo Socialismo democrático |      |

## Resultados

### Sumario general
|                        |                                 |              |              |              |           |           |
| Partidos y coaliciones | Partidos y coaliciones          | Voto popular | Voto popular | Voto popular | Regidores | Regidores |
| Partidos y coaliciones | Partidos y coaliciones          | Votos        | %            | ±pp          | Total     | +/−       |
|                        | Acción Popular (AP)             | 3,708        | 50.41        | n/a          | 10        | n/a       |
|                        | Partido Aprista Peruano (APRA)  | 2,077        | 28.24        | n/a          | 4         | n/a       |
|                        | Partido Popular Cristiano (PPC) | 909          | 12.36        | n/a          | 3         | n/a       |
|                        | Izquierda Unida (IU)            | 661          | 8.99         | n/a          | 2         | n/a       |
|                        |                                 |              |              |              |           |           |
| Total                  | Total                           | 7,355        |              |              | 19        | n/a       |
|                        |                                 |              |              |              |           |           |
| Votos válidos          | Votos válidos                   | 7,355        | 83.54        | n/a          |           |           |
| Votos en blanco        | Votos en blanco                 | 604          | 6.86         | n/a          |           |           |
| Votos nulos            | Votos nulos                     | 845          | 9.60         | n/a          |           |           |
| Votos emitidos         | Votos emitidos                  | 8,804        | 59.54        | n/a          |           |           |
| Abstenciones           | Abstenciones                    | 5,982        | 40.46        | n/a          |           |           |
| Votantes registrados   | Votantes registrados            | 14,786       |              |              |           |           |
|                        |                                 |              |              |              |           |           |
| Fuente:                |                                 |              |              |              |           |           |

### Concejo Provincial de Chachapoyas
| Cargo                              | Autoridad electa             | Partido político | Partido político          |
| ---------------------------------- | ---------------------------- | ---------------- | ------------------------- |
| Alcalde Provincial de Chachapoyas  | Napoleón Mendoza Jiménez     |                  | Acción Popular            |
| Regidor Provincial de Chachapoyas  | Napoleón Ramos Mendoza       |                  | Acción Popular            |
| Regidor Provincial de Chachapoyas  | Juan Paz Morales             |                  | Acción Popular            |
| Regidor Provincial de Chachapoyas  | Alfonso La Torre Tenorio     |                  | Acción Popular            |
| Regidor Provincial de Chachapoyas  | José Encina Alvarado         |                  | Acción Popular            |
| Regidora Provincial de Chachapoyas | María Villa de Ramírez       |                  | Acción Popular            |
| Regidor Provincial de Chachapoyas  | Jorge Arévalo Contrina       |                  | Acción Popular            |
| Regidora Provincial de Chachapoyas | María Jiménez Vda. de Vento  |                  | Acción Popular            |
| Regidor Provincial de Chachapoyas  | Aníbal Rodríguez Tenorio     |                  | Acción Popular            |
| Regidor Provincial de Chachapoyas  | Amado Santillán Tuesta       |                  | Acción Popular            |
| Regidor Provincial de Chachapoyas  | Epifanio Urquía Ventura      |                  | Acción Popular            |
| Regidor Provincial de Chachapoyas  | Florentino Trigoso Alvarado  |                  | Partido Aprista Peruano   |
| Regidor Provincial de Chachapoyas  | Luis Mas Vigil               |                  | Partido Aprista Peruano   |
| Regidor Provincial de Chachapoyas  | Arturo Chuquimbalqui Guevara |                  | Partido Aprista Peruano   |
| Regidor Provincial de Chachapoyas  | Humberto Marín Jiménez       |                  | Partido Aprista Peruano   |
| Regidor Provincial de Chachapoyas  | Segundo Torres Pastor        |                  | Partido Popular Cristiano |
| Regidor Provincial de Chachapoyas  | Víctor Mendoza Malaver       |                  | Partido Popular Cristiano |
| Regidor Provincial de Chachapoyas  | Milenko Vojvodic Vojvodic    |                  | Partido Popular Cristiano |
| Regidor Provincial de Chachapoyas  | Lorenzo Jiménez Puerta       |                  | Izquierda Unida           |
| Regidor Provincial de Chachapoyas  | Jorge Ruiz Tejedo            |                  | Izquierda Unida           |

## Elecciones municipales distritales

### Sumario general
| Partidos y coaliciones | Partidos y coaliciones          | Voto popular | Voto popular | Voto popular | Alcaldías | Alcaldías |
| Partidos y coaliciones | Partidos y coaliciones          | Votos        | %            | ±pp          | Total     | +/−       |
| ---------------------- | ------------------------------- | ------------ | ------------ | ------------ | --------- | --------- |
|                        | Acción Popular (AP)             | 2,200        | 52.64        | n/a          | 12        | n/a       |
|                        | Partido Aprista Peruano (APRA)  | 1,380        | 33.02        | n/a          | 5         | n/a       |
|                        | Partido Popular Cristiano (PPC) | 454          | 10.86        | n/a          | 1         | n/a       |
|                        | Izquierda Unida (IU)            | 145          | 3.47         | n/a          | 0         | n/a       |
|                        | Elecciones anuladas             | n/a          | n/a          | n/a          | 2         | n/a       |
|                        |                                 |              |              |              |           |           |
| Total                  | Total                           | 4,179        |              |              | 20        | n/a       |
|                        |                                 |              |              |              |           |           |
| Votos válidos          | Votos válidos                   | 4,179        | 77.22        | n/a          |           |           |
| Votos en blanco        | Votos en blanco                 | 559          | 10.33        | n/a          |           |           |
| Votos nulos            | Votos nulos                     | 674          | 12.45        | n/a          |           |           |
| Votos emitidos         | Votos emitidos                  | 5,412        | n/a          | n/a          |           |           |
| Abstenciones           | Abstenciones                    | n/d          | n/a          | n/a          |           |           |
| Votantes registrados   | Votantes registrados            | n/d          |              |              |           |           |
|                        |                                 |              |              |              |           |           |
| Fuente:                |                                 |              |              |              |           |           |

### Resultados por distrito
Las siguientes tablas enumeran el control de los distritos de la provincia de Chachapoyas.
| Distrito                | Alcalde(sa) electo(a)  | Partido político    | Partido político          |
| ----------------------- | ---------------------- | ------------------- | ------------------------- |
| Asunción                | Pedro Vargas Valle     |                     | Acción Popular            |
| Balsas                  | Julio Burga Sánchez    |                     | Acción Popular            |
| Cheto                   | José Montoya Muñoz     |                     | Acción Popular            |
| Chiliquín               | Pedro Trigoso Goñas    |                     | Partido Popular Cristiano |
| Chuquibamba             | Felipe Vergaray Ocampo |                     | Acción Popular            |
| Granada                 | José Checan Culqui     |                     | Acción Popular            |
| Huancas                 | Zacarías Quitan Reyna  |                     | Acción Popular            |
| La Jalca                | Tomás Guiop Puerta     |                     | Acción Popular            |
| Leimebamba              | José Vega Farge        |                     | Partido Aprista Peruano   |
| Levanto                 | Nemesio Zuta Angulo    |                     | Partido Aprista Peruano   |
| Magdalena               | Elecciones anuladas    | Elecciones anuladas | Elecciones anuladas       |
| Mariscal Castilla       | Asunción Vega Oyarce   |                     | Acción Popular            |
| Molinopampa             | Estenio Rimachi Rojas  |                     | Partido Aprista Peruano   |
| Montevideo              | Luis Alvarado Vigo     |                     | Acción Popular            |
| Olleros                 | Elecciones anuladas    | Elecciones anuladas | Elecciones anuladas       |
| Quinjalca               | Heraclides Mas Pinedo  |                     | Partido Aprista Peruano   |
| San Francisco de Daguas | Pedro Montoya Meza     |                     | Acción Popular            |
| San Isidro de Maino     | Manuel Salón Salón     |                     | Partido Aprista Peruano   |
| Soloco                  | Juan Zuta Gonzales     |                     | Acción Popular            |
| Sonche                  | Fermín López Rojas     |                     | Acción Popular            |